# La Mesa (kommun)
La Mesa är en kommun i Colombia.   Den ligger i departementet Cundinamarca, i den centrala delen av landet, 50 km väster om huvudstaden Bogotá. Antalet invånare är 27 165. Arean är 148 kvadratkilometer.
Terrängen i La Mesa är kuperad söderut, men norrut är den bergig.